# 波普勒站
波普勒站（英語：Poplar DLR station）是碼頭區輕便鐵路的一個車站，位於倫敦東部的波普勒地區，位於倫敦第2收費區。碼頭區輕鐵的六條路線中有三條經過波普勒站，使得該站成為碼頭區輕鐵最繁忙的車站之一。

## 外部連結
- Docklands Light Railway website - Poplar station page （页面存档备份，存于）
- Map of Poplar, 1885 （页面存档备份，存于）.
- Photograph of one of the platforms at Poplar